# Посли США в Україні

Печатка державного департаменту США

Історія американсько-українських дипломатичних відносин починається 1992 року. 24 серпня 1991 року Верховна Рада проголосила незалежність України, і це рішення було підтверджено 1 грудня на загальноукраїнському референдумі.
Сполучені Штати визнали Україну 26 грудня 1991, американське посольство в Києві було встановлено 23 січня 1992, з тимчасовим повіреним у справах Джоном Ґундерсеном (англ. Jon Gundersen). Перший посол був призначений у травні 1992.

## Посли США в Україні
| N    | Країна | Посол                                           | Зображення | Інформація |
| ---- | ------ | ----------------------------------------------- | ---------- | --- |
| т.п. | США    | Джон Ґундерсен (англ. Jon Gundersen)            |            | призначений 23 січня 1992, тимчасовий повірений у справах США в Україні, завершив місію у липні 1992                 |
| 1    | США    | Роман Попадюк (англ. Roman Popadiuk)            |            | призначений 11 травня 1992, вірчі грамоти вручив 4 червня 1992, завершив місію 30 липня 1993.                        |
| 2    | США    | Вільям Грін Міллер (англ. William Green Miller) |            | призначений 16 вересня 1993, вірчі грамоти вручив 21 жовтня 1993, завершив місію 6 січня 1998.                       |
| 3    | США    | Стівен Карл Пайфер (англ. Steven Karl Pifer)    |            | призначений 10 листопада 1997, вірчі грамоти вручив 8 січня 1998, завершив місію 9 жовтня 2000.                      |
| 4    | США    | Карлос Паскуаль (англ. Carlos Pascual)          |            | призначений 15 вересня 2000, вірчі грамоти вручив 22 жовтня 2000, завершив місію 1 травня 2003.                      |
| 5    | США    | Джон Едвард Гербст (англ. John E. Herbst)       |            | призначений 1 липня 2003, вірчі грамоти вручив 20 вересня 2003, завершив місію 26 травня 2006.                       |
| 6    | США    | Вільям Тейлор (англ. William B. Taylor)         |            | призначений 30 травня 2006, вірчі грамоти вручив 21 червня 2006, завершив місію 23 травня 2009.                      |
| 7    | США    | Джон Теффт (англ. John Tefft)                   |            | призначений 30 вересня 2009 року, вірчі грамоти вручив 9 грудня 2009, завершив місію 30 липня 2013.                  |
| 8    | США    | Джеффрі Пайєтт (англ. Geoffrey R. Pyatt)        |            | призначений 30 липня 2013 року, вірчі грамоти вручив 15 серпня 2013, завершив місію 30 липня 2016.                   |
| 9    | США    | Марі Йованович (англ. Marie Yovanovitch)        |            | призначена 18 травня 2016 року, вірчі грамоти вручила 29 серпня 2016, завершила місію 20 травня 2019.                |
| т.п. | США    | Джозеф Пеннінгтон (англ. Joseph Pennington)     |            | призначений 20 травня 2019 року, в.о. тимчасового повіреного у справах США в Україні, завершив місію 28 травня 2019. |
| т.п. | США    | Крістіна Квін (англ. Kristina A. Kvien)         |            | призначена 28 травня 2019 року, тимчасова повірена в справах США в Україні, завершила місію 18 червня 2019.          |
| т.п. | США    | Вільям Тейлор (англ. William B. Taylor)         |            | призначений 18 червня 2019 року, тимчасовий повірений у справах США в Україні, завершив місію 2 січня 2020.          |
| т.п. | США    | Крістіна Квін (англ. Kristina A. Kvien)         |            | призначена 2 січня 2020 року, тимчасова повірена в справах США в Україні, завершила місію 19 травня 2022.            |
| 10   | США    | Бріджит Брінк (англ. Bridget A. Brink)          |            | призначена 19 травня 2022 року, вірчі грамоти вручила 2 червня 2022, завершила місію 10 квітня 2025.                 |
| т.п. | США    | Джулі С. Девіс (англ. Julie S. Davis)           |            | призначена 5 травня 2025 року, тимчасова повірена в справах США в Україні.                                           |